# Мстители… к бою!
«Мсти́тели… к бо́ю!» (англ. Avengers assemble scene), или же «Порта́лы» (англ. Portals) — кульминационная сцена фильма «Мстители: Финал» (2019), в которой воскрешённые Брюсом Бэннером союзники команды «Мстители» прибывают на разрушенную базу Мстителей через порталы мастеров мистических искусств для отражения атаки альтернативной версии безумного титана Таноса.
В сцене Стив Роджерс / Капитан Америка произносит фразу «Мстители… к бою!» (англ. Avengers… assemble!), которая является основной фразой команды из комиксов издания Marvel Comics. В сцене участвуют многие актёры и персонажи, которые появлялись в предыдущих проектах медиафраншизы «Кинематографическая вселенная Marvel» (КВМ), в том числе возвращаются герои, погибшие в фильме «Мстители: Война бесконечности» (2018) во время события, известного как «Скачок».
Компания Weta Digital работала над визуальными эффектами для этой сцены, стремясь сделать дизайн порталов узнаваемым и схожим с порталами Доктора Стрэнджа, и связать все фрагменты сцены воедино. Музыкальная композиция «Portals», сопровождающая данную сцену, была написана композитором Аланом Сильвестри. Сцена была названа «самым знаковым моментом» и «величайшим триумфом» КВМ, и получила положительные отзывы критиков и зрителей.

## Краткое содержание сцены
В 2023 году, Мстители собирают все Камни Бесконечности и Брюс Бэннер / Халк, надев нано-перчатку Бесконечности, воскрешает всех, кто погиб от «Щелчка» безумного титана Таноса. Однако в этот момент Небула из прошлого активирует машину времени, через которую в 2023 год прибывает корабль альтернативной версии Таноса из 2014 года. Танос разрушает базу Мстителей и посылает верную ему Небулу за Перчаткой Бесконечности. Тор, Тони Старк / Железный человек и Стив Роджерс / Капитан Америка выбираются из-под обломков и вступают в схватку с Таносом. Несмотря на их усилия, титан одолевает всех троих — сначала выводя из строя Старка, а затем Тора. Роджерс поднимает Мьёльнир и остаётся с Таносом один на один. Однако титан одолевает и его. Титан призывает свою армию — Читаури, Крии и «Чёрный орден» — чтобы уничтожить Землю. Капитан Америка встаёт и выходит против армии злодея. Но в последний момент открываются порталы, и на поле боя появляются воскресшие герои, а также Пеппер Поттс в созданном Старком бронекостюме, армии Ваканды и Нового Асгарда, мастера мистических искусств и банды Опустошителей. Собрав всех героев вместе, Роджерс произносит фразу «Мстители… к бою!», после которой армия Земли вступает в битву с армией Таноса.

## История и развитие

Страница комикса Avengers #16 (1963), в которой Стив Роджерс / Капитан Америка впервые произносит фразу «Мстители… общий сбор!», из-за чего с тех пор именно Роджерс стал ассоциироваться с этой фразой

Фраза «Мстители… общий сбор!» (англ. Avengers Assemble) — самая известная фраза команды «Мстители» в комиксах издания Marvel Comics, которую традиционно произносит Стив Роджерс / Капитан Америка, но он не был первым персонажем, произнёсшим эту фразу. Тор впервые произнёс её в комиксе Avengers #10 (1963) за 1964 год и ещё несколько раз Мстители использовали эту фразу в следующих выпусках, а в комиксе Avengers #14 за 1965 год она стала их официальной фразой. В следующем выпуске фразу произносит Человек-гигант, а в комиксе Avengers #16 от 1965 года на обложке появляется Капитан Америка, произносящий фразу, и с тех пор именно он стал наиболее ассоциироваться с этой фразой. В результате, начиная с фильма «Мстители» (2012), люди, знакомые с комиксами, начали интересоваться, когда Капитан Америка произнесёт фразу в медиафраншизе «Кинематографическая вселенная Marvel» (КВМ). Президент Marvel Studios Кевин Файги вскоре после выхода фильма заявил, что фраза не была включена в фильм, потому что для неё не нашлось подходящего места. Файги посчитал, что 360-градусный кадр сбора команды произведёт большее впечатление, чем если бы фраза была сказана в этот момент. Данная реплика была начата Крисом Эвансом, исполняющим роль Стива Роджерса, в конце фильма «Мстители: Эра Альтрона» (2015), но не была закончена. Сценарист и режиссёр фильма Джосс Уидон рассказал о своём решении, заявив, что не хотел включать эту фразу и позаботился о том, чтобы в будущем студия не могла изменить эту сцену. Сам Крис Эванс не произносил полную фразу, и реплика «Мстители…» была записана в сценарий именно так, как она была показана в фильме.

### Создание сцены
Сцена «Мстители… к бою!» изначально не была включена в фильм, но затем была создана для того, чтобы доставить доктора Стивена Стрэнджа с планеты Титан на базу Мстителей на Земле. В первоначальном варианте, все персонажи возвращались моментально без «кавалерийского» момента, но соавтор сценария Кристофер Маркус заявил, что его отсутствие лишало фильм основной динамики. Концептуальная часть сцены также изменилась, так как изначально она была сосредоточена больше на Роджерсе, но была изменена, чтобы зрители увидели порталы от его лица. По словам супервайзера визуальных эффектов Дэна Делиува, для этой сцены было придумано несколько идей, в том числе длинный панорамный кадр с участием всех актёров фильма, когда они были вместе в течение одного съёмочного дня, но он «не получился так хорошо, как хотелось съёмочной группе». Делиув работал с командой превизуализации и монтажёром Джеффри Фордом, и они решили использовать порталы в качестве альтернативы. Они начали показывать ранее погибших персонажей, постепенно возвращающихся через порталы, в том порядке, в котором каждый из них был стёрт перед Скачком, кульминационным событием предыдущего фильма «Мстители: Война бесконечности» (2018), в котором Танос уничтожил половину всего живого во Вселенной. Съёмочная группа также решила, что им придётся замедлить сцены возвращения персонажей, чтобы «дать зрителям возможность поприветствовать своих героев». Работа над сценой велась вплоть до мая, за месяц до выхода фильма. Режиссёры фильма, братья Руссо, объяснили, что хотели, чтобы сцена начиналась с того, как ранее погибший персонаж Сэм Уилсон / Сокол сначала связывается со Стивом Роджерсом, и затем произносит их общую фразу «Слева от тебя» непосредственно перед открытием порталов. Они посчитали логичным, что первый портал должен был открыться в Ваканде, где Уилсон и погиб в «Войне бесконечности», и чтобы в результате из него также прибыл Т’Чалла и армия Ваканды. Питер Паркер / Человек-паук был выбран последним персонажем, который появится из порталов, так как это должно было вызвать эмоциональный отклик у зрителей, после того как именно этот персонаж погиб последним в «Войне бесконечности».

### Съёмки и визуальные эффекты

Над визуальными эффектами как фильма, так и сцены, трудились несколько студий, в том числе Industrial Light & Magic, Weta Digital, DNEG, Framestore, Cinesite, Digital Domain, Rise, Lola VFX, Cantina Creative, Capital T, Technicolor VFX и Territory Studio

Часть сцены с порталами была снята несколько раз. Первая версия длилась более быстро, а музыка, по словам соавтора сценария Стивена Макфили, включалась «на десять минут раньше», сразу после возвращения персонажей. Братья Руссо решили переснять сцену возвращения каждого персонажа, чтобы дать им свои индивидуальные «героические моменты» появлений на поле боя. Эванс не стал снимать другой дубль реплики «Мстители… к бою!», хотя изначально считал, что так и должно быть. В конце он решил, что это будет приятное сопоставление, если фраза будет произнесена мягче, а персонажи начнут кричать вокруг него. Братьям Руссо понравилась более мягкая подача, которая была сделана на первом дубле, и они сказали Эвансу: «Все так, даже кричать не надо». В комментариях к фильму «Мстители: Финал» Руссо сказали, что это была их идея, чтобы Эванс произнёс реплику именно так, признав, что идея была «не лишена недостатков». Джо Руссо добавил, что братья думали, что более тихая подача будет интереснее, но поскольку Капитан Америка, поймавший за несколько минут до этого молот Тора — Мьёльнир, вызвал бурные аплодисменты зрителей в кинотеатрах, Руссо посчитали, что многие могли даже не услышать эту реплику в первые выходные после выхода фильма.
Компания Weta Digital работала над порталами вместе с супервайзером визуальных эффектов Мэттом Эйткеном, который сказал, что команде визуальной симуляции нужен был «рецепт», чтобы дизайн порталов можно было распознать как дизайн, принадлежащий Доктору Стрэнджу. Weta использовала оригинальную технику создания порталов из предыдущих фильмов КВМ, но слегка изменила их, поскольку «они должны ощущаться одинаковыми, потому что в прошлом их видели в более человеческом масштабе». Ещё одной проблемой было создание всех миров, из которых открывались порталы, поскольку все они были сгенерированы на компьютере. Это было необходимо, потому что окружение должно было быть снято той же камерой, что и разрушенный комплекс Мстителей по другую сторону портала, так, чтобы кадры могли «соединяться и параллаксировать». Команда VFX должна была сделать так, чтобы персонажи не казались выходящими из двумерного пространства, с помощью которого создан портал, а из объёмного трёхмерного. Для персонажей, возвращающихся с Титана, были использованы четыре отдельные съёмочные платформы. Дракс и Мантис выходили вместе, а возвращение Стрэнджа снималось отдельно, поскольку персонаж летал в воздухе, из-за чего Бенедикт Камбербэтч снимался на зелёном экране. Том Холланд и Крис Прэтт были недоступны в тот день, поэтому для съёмок они прибыли позже, а Прэтта сняли с помощью отдельной части зелёного экрана с контролем движения.
Одним из последних VFX-дополнений к фильму стало небольшое камео Утки Говарда. Персонаж не должен был появиться в фильме, но во время осмотра части сцены с порталами Джо Руссо и Кевин Файги предложили продюсеру VFX Джен Андердал включить его за три недели до завершения работы над визуальными эффектами. Когда Опустошители выходили из портала, открытого в Контраксии, оставался промежуток, в который его можно было добавить, и Андердал связалась с Weta. Они использовали старые модели Утки Говарда из различных проектов КВМ, и в итоге Говард появился примерно в 17 или 18 кадрах фильма. Кроме того, для введения Говарда в сцену и анимации команды VFX, были использованы монтажная установка и груминг внешности Говарда. После реплики Эванса, актёры устремились вперёд к небольшой группе людей в костюмах для захвата движения, которые изображали армию Таноса, чтобы актёры могли различить их. Как только началось противостояние, битва перешла от CG к каскадёрской работе на съёмочной площадке. Делиув заявил, что «до и после» были одними из лучших в истории благодаря «общей комичности» того, что происходило на съёмочной площадке.

## Музыка
Трек для сцены под названием «Portals» (рус. Порталы) был написан композитором фильма «Мстители: Финал» — Аланом Сильвестри. В самом начале Сильвестри сказал, что эта сцена станет ключевым моментом фильма. По словам Сильвестри, ему потребовалось время, чтобы понять, что происходит в этой сцене, и вначале было искушение «сделать её сегментированной», заставив каждого персонажа делать что-то особенное по возвращении. В конце концов, было решено провести отдельный обзор каждого персонажа, а новая музыкальная тема была необходима потому, что ничто другое к сцене не подходило. Сильвестри создал множество версий песни для оркестра, включая одну с валторнами и пением хора. В конце концов, он выбрал окончательный вариант с соло трубы в начале трека, когда вакандцы выходят из портала. Сильвестри описывает «Portals» как произведение, части которого повторяются несколько раз, но при этом партии меняются и становятся «больше и грандиознее». Оригинальная тема Мстителей должна была нарастать после того, как Капитан Америка произносит фразу, что приводит к тому, что команда «Мстители» и её союзники вступают в бой. Идея смены музыки при появлении каждого персонажа не всегда была цельной, потому что творческая группа прокручивала идею «подобно темам выхода, используемым профессиональными бойцами». Сильвестри заявил, что идея заключалась не в том, чтобы объединить различные темы персонажей или мест, подобных Ваканде, а в том, чтобы сделать «более значительное звуковое сопровождение каждого отдельного открытия портала». Он стремился сделать тему «праздничной» и подобной «гимну», чтобы правильно передать значимость момента. Переход «Portals» в тему Мстителей после того, как Роджерс произносит фразу, был одним из моментов, который больше всего менялся в процессе разработки, но в итоге Сильвестри счёл его уместным, поскольку все получали заряд бодрости и заявляли, что это просто «чистые Мстители». Видеоклип трека «Portals» был выпущен в сети 13 июня 2019 года.

## Восприятие
Сцена была отлично воспринята, фанаты в кинотеатрах аплодировали, а критики признали её одной из лучших сцен в «Финале» и вообще в КВМ. Новостной сайт Mashable India назвал эту сцену «одним из самых эмоциональных моментов в истории блокбастеров», а Screen Rant — одним из решающих моментов арки «Сага Бесконечности». Comic Book Resources назвал эту сцену одной из лучших сцен Капитана Америки в КВМ, обозначив её «окончательным боевым кличем». Критики одобрили реплику, припасённую для нужного момента: Джош Сигел из The Hollywood Reporter похвалил режиссуру и сценарий сцены, положительно отозвавшись о ней как о хорошо исполненной версии клише «Вызова кавалерии» в боевиках. Ана Думарог из Screen Rant добавила, что сохранение фразы до этого момента было удачным, так как, по её мнению, предыдущие фильмы КВМ не давали достаточной возможности использовать её до этого фильма. Некоторые критики отметили, что сцена была усилена из-за нагнетания обстановки во всех фильмах до «Финала». Джарон Пак из Looper отметил, что сцена в точности отразила «лучшее из „Финала“», а также утешила фанатов, эмоционально пострадавших от Скачка, в то время как Монита Мохан из Collider заявила, что сцена вызвала у неё «мурашки по коже». Отдельных похвал удостоились трек, выступление Эванса и использование реплики Уилсона, а Джошуа Йел из IGN назвал её «идеальным способом открыть шлюзы надежды», оценив её как шестую лучшую сцену фильма из десяти. Однако фильм также подвергся критике за изображение других персонажей. Сигел жаловался, что второстепенные персонажи, такие как Т’Чалла и Питер Паркер, были изображены как «прославленные камео», а не как следующее поколение героев КВМ, в то время как Мохан отметил отсутствие Наташи Романофф, которая погибла ранее в фильме.

## В других медиа
Сцена «Мстители… к бою!» была воспроизведена компанией Disney Live Entertainment для аттракциона World of Color: One в Disney California Adventure в рамках празднования 100-летия компании. Сцена была представлена 27 января 2023 года и включала архивные кадры из «Финала», стробоскопическое освещение и пиротехнику, а также музыкальные темы Мстителей. Это было первое ночное представление с участием Мстителей, которое проходило рядом с Кампусом Мстителей. Дженнифер Мэгилл, продюсер Disney Live Entertainment, заявила, что сцена была выбрана потому, что «порталы — это культовые способы прохода и то, что мы можем прекрасно перенести в наш мир».

## Комментарии
1. 1 2  События фильма «Мстители: Война бесконечности» (2018).
2. ↑  В русской локализованной версии, фраза была изменена на «Мстители… к бою!».